# Südkoreanische Badmintonmeisterschaft 1998
Die Südkoreanische Badmintonmeisterschaft 1998 fand vom 2. bis zum 7. November 1998 in Seoul statt. Es war die 41. Auflage der Titelkämpfe.

## Austragungsort
- Jangchung-Gymnasium

## Medaillengewinner
| Disziplin    | Gold                        | Silber                      | Bronze                          |
| ------------ | --------------------------- | --------------------------- | ------------------------------- |
| Herreneinzel | Ahn Jae-chang               | Park Sung-woo               | Hwang Sun-ho                    |
| Herreneinzel | Ahn Jae-chang               | Park Sung-woo               | Han Dong-sung                   |
| Dameneinzel  | Kim Ji-hyun                 | Lee Soon-deuk               | Lee Joo Hyun                    |
| Dameneinzel  | Kim Ji-hyun                 | Lee Soon-deuk               | Lee Kyung-won                   |
| Herrendoppel | Kim Dong-moon Ha Tae-kwon   | Lee Dong-soo Yoo Yong-sung  | Jang Chun-woong Yoon Seung-hyun |
| Herrendoppel | Kim Dong-moon Ha Tae-kwon   | Lee Dong-soo Yoo Yong-sung  | Jun Jong-bae Woo Hyun-ho        |
| Damendoppel  | Shon Hye-joo Ra Kyung-min   | Chung Jae-hee Yim Kyung-jin | Kwon Eun-hee Kim Mee-hyang      |
| Damendoppel  | Shon Hye-joo Ra Kyung-min   | Chung Jae-hee Yim Kyung-jin | Yoo Eun-yung Choi Ma-ree        |
| Mixed        | Kim Dong-moon Chung Jae-hee | Lee Dong-soo Yim Kyung-jin  | Kim Joong-suk Park Young-hee    |
| Mixed        | Kim Dong-moon Chung Jae-hee | Lee Dong-soo Yim Kyung-jin  | Kim Yong-ho Jung Jung-hee       |